# Gore Verbinski
Gregor Verbinski (Oak Ridge (Tennessee), 16 maart 1964) is een Amerikaans filmregisseur.
Verbinski startte zijn carrière als regisseur door muziekclips te regisseren voor bands als Bad Religion en Monster Magnet. Destijds werkte hij voor Palomar Pictures. Hij had daarvoor ook al gespeeld in een band, namelijk The Little Kinds. Nadat hij diverse muziekclips had geregisseerd, ging hij werken voor een reclamebureau, waar hij diverse reclames regisseerde voor onder andere Nike, Coca-Cola, Canon, Skittles en United Airlines. Voor een reclame van Budweiser, waarin een aantal kikkers de naam van het bedrijf kwaken, ontving Verbinski vier Clio Awards en een Cannes advertising Silver Lion.
Nadat Verbinski een kortfilm had gemaakt, The Ritual, maakte hij zijn eerste echte speelfilm in 1997, Mousehunt. Deze film werd een groot succes, waarna hij nog veel meer films mocht regisseren. Zo kwam in 2001 de film The Mexican uit, waarin Julia Roberts en Brad Pitt spelen. De film werd een redelijk succes. In 2002 kwam The Ring uit, een remake van een Japanse horrorfilm. Ook deze film werd een groot succes, met een omzet van 200 miljoen dollar wereldwijd.
Pirates of the Caribbean: The Curse of the Black Pearl uit 2003 is tot nu toe de bekendste en succesvolste film van Verbinski. Wereldwijd bracht de film 600 miljoen dollar op en zorgde ervoor dat piratenfilms, die in de jaren ervoor allemaal geflopt waren, een nieuw leven in werd geblazen. Ook Johnny Depps carrière bleek door deze film nog niet op z'n eind te zijn. In 2006 en 2007 verschenen twee vervolgen op de eerste film die financieel minstens zo succesvol waren als het eerste deel. In 2011 kwam er een vervolg op Pirates of the Caribbean: At World's End, maar Verbinski had al aangegeven hier niet aan mee te willen werken. In 2012 won hij een Oscar voor beste animatiefilm voor zijn film Rango.

## Filmografie
- A Cure for Wellness (2016)
- The Lone Ranger (2013)
- Rango (2011)
- Pirates of the Caribbean: At World's End (2007)
- Pirates of the Caribbean: Dead Man's Chest (2006)
- The Weather Man (2005)
- Pirates of the Caribbean: The Curse of the Black Pearl (2003)
- The Ring (2002)
- The Mexican (2001)
- Mousehunt (1997)
- The Ritual (1996)

- Bibliothèque nationale de France: cb14143454g (data)
- Catàleg d'autoritats de noms i títols de Catalunya: 981058512386806706
- CiNii: DA18765449
- Gemeinsame Normdatei: 134011864
- International Standard Name Identifier: 0000 0000 7841 1791
- Library of Congress Control Number: no00002308
- MusicBrainz: dc3ef6a4-ee5b-485b-a522-365d4359849a
- Nationale Bibliotheek van Tsjechië: js20060804035
- Nationale Bibliotheek van Israël: 987007604663405171
- Nationale Bibliotheek van Polen: a0000001978796
- Nederlandse Thesaurus van Auteursnamen: 173459633
- LIBRIS: 272425
- SNAC: w6tt5mrr
- Système universitaire de documentation: 079491197
- Virtual International Authority File: 84252751
- WorldCat: E39PBJgX7BTbgkGWHtwhhHxYyd